# Hekabe

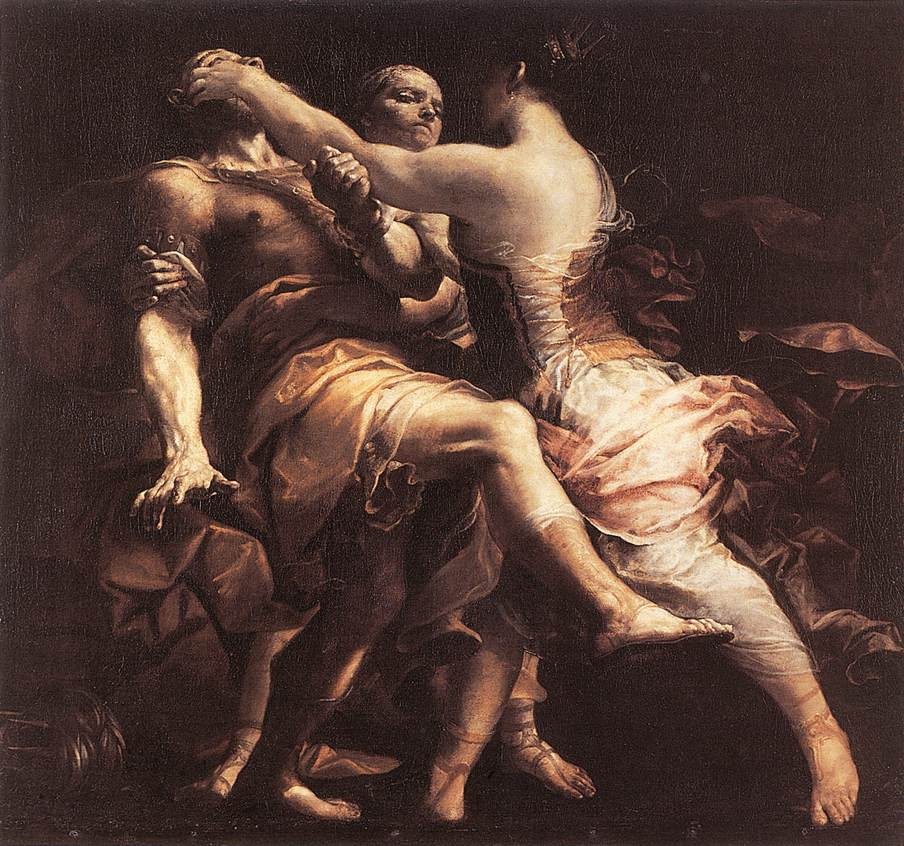
Hekabe av Giuseppe Maria Crespi.

Hekabe var drottning i Troja, hustru till Priamos och moder till Hektor, Paris och Kassandra. Vid Trojas fall släpades Hekabe bort av grekerna.
Hecuba omnämns i följande verk:
- Vergilius, Aeneiden III.19-68
- Homeros, Iliaden XVI.717-718
- Euripides, Trojanskorna och Hekuba
- Suetonius, De vita Caesarum X.22
- Lactantius, Divinae institutions I.22
- Pomponius Mela, De chorographia II.26
- Ovidius, Metamorphoses XIII.423-450, 481-571